# Bellmanseken

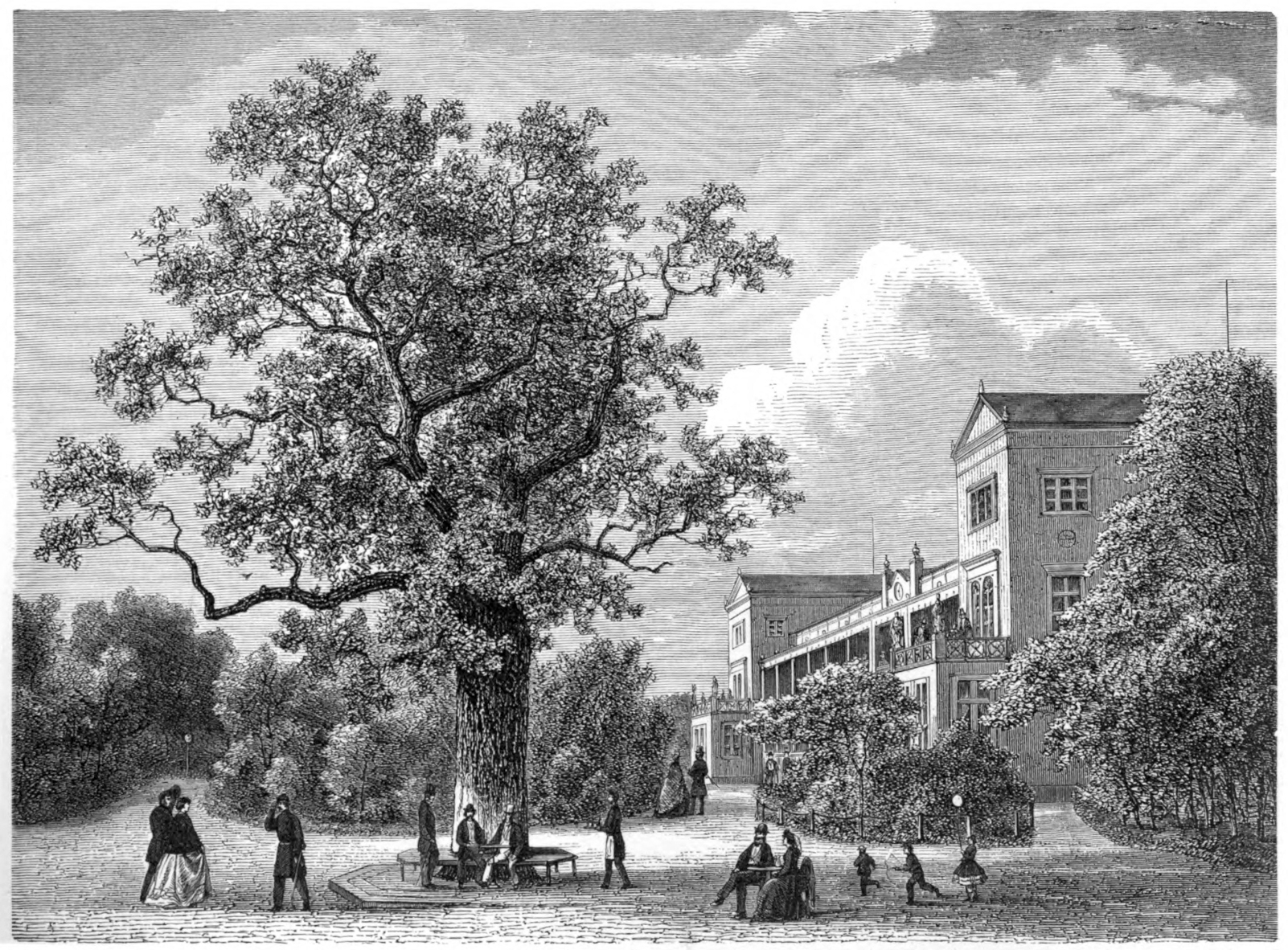
Bellmanseken 1867.

Bellmanseken är en ek som står utanför restaurang Hasselbacken på Södra Djurgården i Stockholm. Under eken lär Carl Michael Bellman ha skrivit Fredmans epistel 25, därav namnet.

## Historik

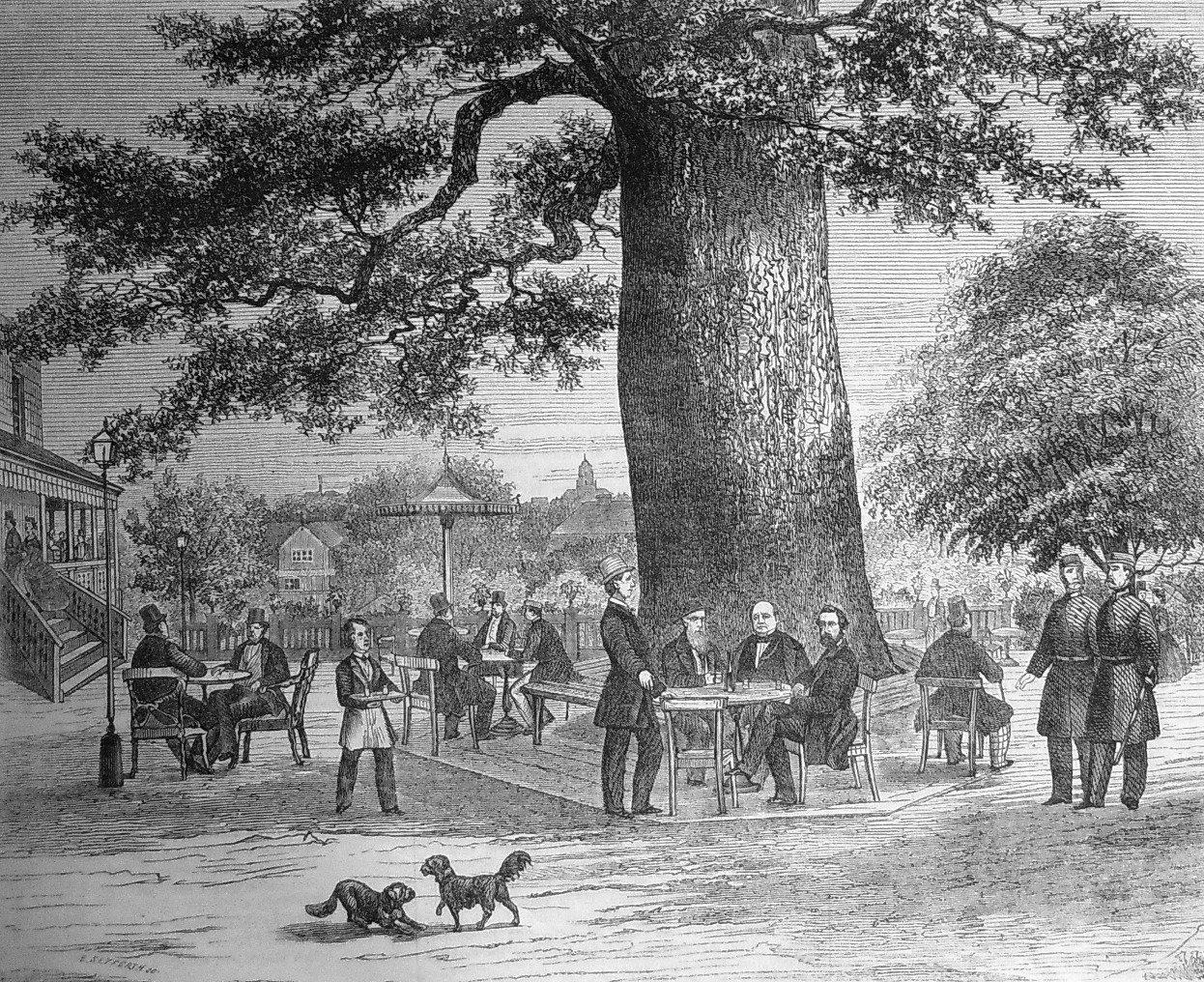
Bellmanseken 1865.

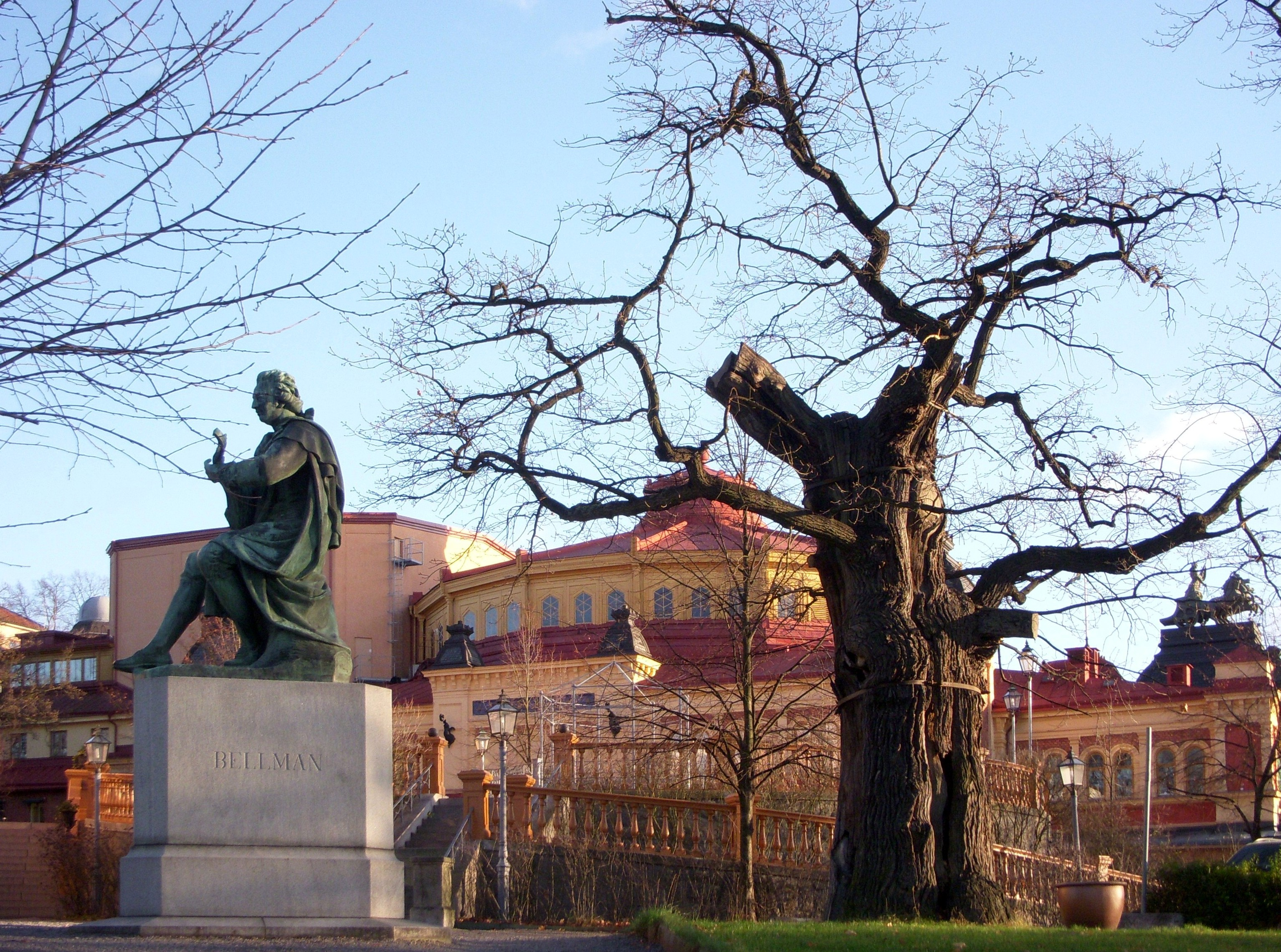
Bellmanstatyn och Bellmanseken, 2011.

Eken står högt belägen utanför Hasselbackens västra fasad. På Bellmans tid erbjöd platsen en vid utsikt över Skeppsholmen och Kastellholmen. Då fanns här Hasselbackens föregångare Dunderhyttan, ett ställe där det gick livligt till, som namnet antyder. Här brukade det samlas en färgstark grupp människor, bland dem även Bellman.
Enligt riksbibliotekarien Johan Erik Rydqvist (i skriften Djurgården förr och nu) kom även Gustav III hit inkognito för att se på folklivet och enligt Rydqvist brukade Bellman sitta under eken och improvisera visor till mandolinen. Enligt traditionen som återges i en artikel i Illustrerad Tidning från 1865 har Bellman skurit in sitt namn i ekens bark, denna signatur avlägsnades av en autografjägare från England varpå eken började ruttna inifrån. Här firade Par Bricole också till en början Bellmansdagen årligen, den 26 juni. 
Till minne av Bellman restes 1872 Bellmanstatyn, modellerad av Alfred Nyström och gjuten i zink. Det var nära att eken fälldes för att få plats för statyn men placeringsfrågan löstes. Omkring 1890 började kronan att vissna och eken beskars kraftigt varvid nästan hela grenverket sågades ner. Botanikern Rutger Sernander blev vittne till ingreppet och menade 1926 i sin bok "Stockholms natur" bland annat: Det vore synd att säga att här någon konst alls kommit till användning. Ingreppet är fullständigt hänsynslöst och lämnar i okunnig brutalitet intet övrigt att önska. Stammens hålighet fylldes senare med cement och sten och stabiliserades med flera järnband. 1969 beskrev Gunnar Brusewitz eken i sin bok Stockholm staden på landet, då var den en "bedrövlig spillra". Trots detta finns den fortfarande kvar idag (2024).